# Liste romanischer Kirchen mit gotischen Gewölben
Diese Liste enthält Kirchen, die wegen ihrer überwiegend rundbogigen Fenster und Portale, sowie ihres Baukörpers, üblicherweise als Bauwerke der Romanik eingestuft werden, deren Schiffe aber mit Kreuzrippengewölben gedeckt sind, abgesehen von wenigen Ausnahmen mit spitzbogigen Kreuzrippengewölben, einem Hauptkennzeichen der Gotik.
Bauwerke, die anerkanntermaßen aus romanischen neben gotischen Teilen bestehen, gehören nur dann in diese Liste, wenn auch ein Teil mit romanisch gestalteten Mauern mit gotisch gestaltetem Gewölbe ausgestattet ist.

## Deutschland
- Bamberger Dom
- Sankt-Nikolaus-Kirche (Beuster)
- St. Hippolyt (Blexen)
- Bonner Münster
- St. Kastor (Koblenz)
- St. Amandus (Köln-Rheinkassel)
- St. Andreas (Köln)
- St. Aposteln (Köln), Kreuzrippengewölbe mit rundbogigen Rippen aber spitzbogigen Schalen
- St. Kunibert (Köln)
- St. Maria in Lyskirchen, (Köln)
- Groß St. Martin, (Köln)
- St. Nikolaus (Köln-Dünnwald), ein Seitenschiff
- St. Severin (Köln)
- Klosterkirche Krevese
- Mainzer Dom
- St. Peter (Merzig)
- Dorfkirche Massen
- Naumburger Dom
- Quirinus-Münster (Neuss)
- Dom St. Peter (Osnabrück)
- St. Kosmas und Damian (Pulheim)
- Münster Schwarzach, (Rheinmünster)
- St. Maria zur Höhe (Soest)
- Vareler „Schlosskirche“: mit dem Einbau gotischer Gewölbe zw. 1250 u. 1350 Außenamuern mit neuen Rundbogenfenstern versehen, Mitte 15. Jh. Vergrößerung um Vierung, Querhaus und Chor wieder mit Rundbogenfenstern und spitzbogigen Rippengewölben.[1]
- Klosterkirche Wechselburg

## England
- Kathedrale von Norwich

## Frankreich
- St-Étienne (Beauvais)
- Ste-Croix (Bordeaux)
- St-Léger (Guebwiller)
- Kathedrale von Langres
- (Stiftskirche Lautenbach, rundbogige Rippengewölbe der Vorhalle 12. Jh.)
- (St-Jean-Baptiste (Saint-Jean-Saverne), rundbogige Rippengewölbe 12. Jh.)

## Italien
- Dom von Cremona, rundbogig, andere Teile mit barocken Gewölben
- (Kathedrale San Martino in Lucca, rundbogige Rippengewölbe im 12. Jahrhundert und Anfügung stilistisch romanischer Bauteile in der Zeit der Gotik)
- Sant’Ambrogio (Mailand), Ersatz einiger älterer Gewölbe durch rundbogige Kreuzrippengewölbe
- San Michele Maggiore (Pavia), ursprünglichen Kreuzgratgewölbe im 15. Jh. durch rundbogige Kreuzrippengewölbe ersetzt
- San Pietro in Ciel d’Oro (Pavia), 1478 neu mit rundbogigen Kreuzrippengewölben eingewölbt
- Kathedrale von Pistoia Gebäude 12. Jahrhundert, Seitenschiffe 1274/1275 rundbogig, Mittelschiff weiterhin flach

## Kroatien
- Kathedrale von Trogir

## Niederlande
- Liebfrauenbasilika (Maastricht)

## Österreich
- Dom zu Gurk
- Katholische Pfarrkirche Laa an der Thaya
- Stiftskirche Klosterneuburg, 1 Joch gotisch, die meisten Gewölbe heute barock

## Polen
- Dreifaltigkeitskirche in Strzelno, siehe Foto

## Schweden
- Dom zu Lund

## Schweiz
- Kathedrale St. Mariä Himmelfahrt (Chur)

## Tschechien
- St.-Prokop-Basilika in Třebíč